# فرشید اسماعیلی
فرشید اسماعیلی (زادهٔ ۴ اسفند ۱۳۷۲) بازیکن فوتبال اهل ایران است که در پست هافبک هجومی بازی می‌کند.

## عملکرد باشگاهی

### فجر سپاسی شیراز
اسماعیلی دوران کودکی را در لار و شیراز سپری کرد. وی فوتبال حرفه‌ای خود را از تیم نوجوانان فجر شروع کرد و با عملکرد خوب به تیم بزرگسالان آمد. او در تیم فجر ۳۶ بازی انجام داده و ۳ گل نیز به ثمر رسانده است.

### استقلال

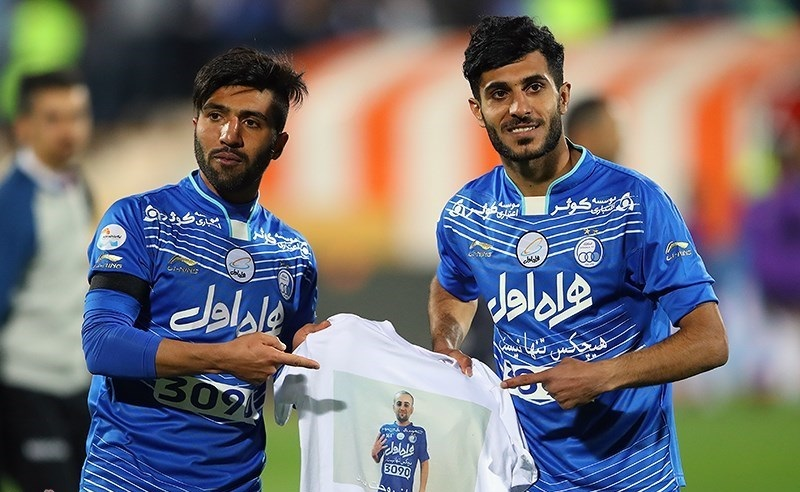
فرشید اسماعیلی و بهنام برزای

او با قراردادی سه ساله به عضویت باشگاه استقلال درآمد. و در سال ۹۶ قراردادش را به مدت ۳ فصل دیگر با استقلال تمدید کرد.

#### فصل ۲۰۱۵–۲۰۱۶
وی در اولین فصل حضور خود در استقلال توانست در ۱۵ بازی از لیگ برتر و ۵ بازی از جام حذفی به میدان برود و ۱ گل هم به ثمر رساند.

#### فصل ۲۰۱۶–۲۰۱۷
وی در این فصل در ۲۷ بازی از لیگ برتر به میدان رفت و ۲ گل به ثمر رساند او همچنین در ۳ بازی از جام حذفی و ۸ بازی از لیگ قهرمانان آسیا بازی کرد و ۱ گل زد.

##### شهرآورد ۸۴ تهران
تیم پرسولیس با گل سروش رفیعی در دقیقه پنجم از تیم استقلال جلو افتاد. اسماعیلی در دقیقه هفدهم با یک ضربه از پشت محوطه جریمه گل اول تیمش را به ثمر رساند، دو دقیقه بعد با پاس گل او به علی قربانی گل دوم استقلال نیز به ثمر رسید؛ استقلال توانست آن بازی را ۳–۲ پیروز شود.

#### فصل ۲۰۱۷–۲۰۱۸
وی در این فصل در ۲۳ بازی به میدان رفت و ۵ گل به ثمر رساند و در جام حذفی نیز در ۲ مسابقه ۱ گل زد و در لیگ قهرمانان آسیا در ۸ بازی به میدان رفت. او همچنین با ۵ پاس گل به عنوان آقای پاس‌گل لیگ قهرمانان آسیا ۲۰۱۸ معرفی شد.

#### فصل ۲۰۱۸–۲۰۱۹
فرشید اسماعیلی در این فصل شماره هشت را بر تن کرد. وی در این فصل در ۲۱ بازی از لیگ برتر به میدان رفت و ۲ گل به ثمر رساند و در ۲ بازی از جام حذفی و ۳ بازی از لیگ قهرمانان آسیا بازی کرد وی در اواخر فصل از ناحیه شکم مصدوم شد و نتوانست فصل را به پایان برساند. فرشید در هشتاد و نهمین شهرآورد تهران یک پنالتی چیپ را به بالای دروازه زد.

#### فصل ۲۰۱۹–۲۰۲۰
وی در هفته اول لیگ نوزدهم در بازی مقابل ماشین‌سازی در ترکیب ثابت به میدان رفت و در بازی مقابل ذوب آهن اولین گل فصل خود را به ثمر رساند.

##### لیگ قهرمانان آسیا
او در فصل ۲۰۱۷ لیگ قهرمانان یکی از پدیده‌های این رقابت‌ها بود بود اسماعیلی نخستین گل آسیایی خود را مقابل لوکوموتیو در این فصل به ثمر رساند و عملکرد خوبی داشت.
همچنین در فصل ۲۰۱۸ در مرحله گروهی با چهار پاس گل در صدر جدول گلسازترین بازیکنان آسیا ایستاد اسماعیلی در مرحله ۱/۴ پنجمین پاس گل خود را برای مرتضی تبریزی ارسال کرد اما بعد از آن بازی استقلال از دور رقابت‌ها حذف شد با این وجود همچنان او در صدر جدول بهترین پاسورها باقی ماند پس از این او مورد تمجید AFC قرار گرفت.
بد از مدت‌ها باز هم درخشش خود در آسیا را آغاز کرد او در فصل ۲۰۲۱ لیگ قهرمانان آسیا تا پایان هفته سوم رقابت‌های مرحله گروهی توانست سه گل و دو پاس گل به ثبت برساند و یکی از بهترین‌های تیم فرهاد مجیدی در این رقابت‌ها باشد.

## آمار باشگاهی
تا تاریخ ۷ دی ۱۴۰۲
| عملکرد باشگاهی   | عملکرد باشگاهی   | عملکرد باشگاهی   | لیگ  | لیگ | جام      | جام      | قاره‌ای | قاره‌ای | مجموع | مجموع |
| فصل              | تیم              | لیگ              | بازی | گل  | بازی     | گل       | بازی   | گل     | بازی  | گل    |
| —                | —                | —                | لیگ  | لیگ | جام حذفی | جام حذفی | آسیا   | آسیا   | مجموع | مجموع |
| ---------------- | ---------------- | ---------------- | ---- | --- | -------- | -------- | ------ | ------ | ----- | ----- |
| ۲۰۱۲–۲۰۱۳        | فجر سپاسی        | لیگ‌برتر          | ۱۷   | ۲   | ۱        | ۰        | _      | _      | ۱۸    | ۲     |
| ۲۰۱۳–۲۰۱۴        | فجر سپاسی        | لیگ‌برتر          | ۴    | ۰   | ۰        | ۰        | _      | _      | ۴     | ۰     |
| ۲۰۱۴–۲۰۱۵        | فجر سپاسی        | لیگ‌آزادگان       | ۱۴   | ۱   | ۰        | ۰        | _      | _      | ۱۴    | ۱     |
| مجموع فجر سپاسی  | مجموع فجر سپاسی  | مجموع فجر سپاسی  | ۳۵   | ۳   | ۱        | ۰        | _      | _      | ۳۶    | ۳     |
| ۲۰۱۵–۲۰۱۶        | استقلال          | لیگ برتر         | ۱۵   | ۱   | ۵        | ۰        | _      | _      | ۲۰    | ۱     |
| ۲۰۱۶–۲۰۱۷        | استقلال          | لیگ برتر         | ۲۷   | ۲   | ۳        | ۰        | ۸      | ۱      | ۳۸    | ۳     |
| ۲۰۱۷–۲۰۱۸        | استقلال          | لیگ برتر         | ۲۳   | ۵   | ۴        | ۱        | ۹      | ۰      | ۳۶    | ۶     |
| ۲۰۱۸–۲۰۱۹        | استقلال          | لیگ برتر         | ۲۱   | ۲   | ۲        | ۱        | ۳      | ۰      | ۲۶    | ۳     |
| ۲۰۱۹–۲۰۲۰        | استقلال          | لیگ برتر         | ۲۲   | ۲   | ۴        | ۱        | ۳      | ۰      | ۲۹    | ۳     |
| ۲۰۲۰–۲۰۲۱        | استقلال          | لیگ برتر         | ۲۲   | ۱   | ۵        | ۲        | ۵      | ۳      | ۳۲    | ۶     |
| مجموع استقلال    | مجموع استقلال    | مجموع استقلال    | ۱۳۰  | ۱۳  | ۲۳       | ۵        | ۲۸     | ۴      | ۱۸۱   | ۲۲    |
| ۲۰۲۱–۲۰۲۲        | العربی قطر       | لیگ ستارگان قطر  | ۱۴   | ۱   | ۱        | ۰        | ۰      | ۰      | ۱۵    | ۱     |
| مجموع العربی قطر | مجموع العربی قطر | مجموع العربی قطر | ۱۴   | ۱   | ۱        | ۰        | ۰      | ۰      | ۱۵    | ۱     |
| ۲۰۲۲–۲۰۲۳        | فولاد            | لیگ برتر         | ۰    | ۰   | ۰        | ۰        | ۰      | ۰      | ۰     | ۰     |
| مجموع فولاد      | مجموع فولاد      | مجموع فولاد      | ۰    | ۰   | ۰        | ۰        | ۰      | ۰      | ۰     | ۰     |
| ۲۰۲۳–۲۰۲۴        | نساجی            | لیگ برتر         | ۱۲   | ۱   | ۰        | ۰        | ۶      | ۰      | ۱۸    | ۱     |
| مجموع نساجی      | مجموع نساجی      | مجموع نساجی      | ۱۲   | ۱   | ۰        | ۰        | ۶      | ۰      | ۱۸    | ۱     |
| مجموع آمار       | مجموع آمار       | مجموع آمار       | ۱۹۱  | ۱۸  | ۲۵       | ۵        | ۳۴     | ۴      | ۲۵۰   | ۲۷    |

- آمار پاس گل

| فصل       | تیم        | پاس گل |
| --------- | ---------- | ------ |
| ۲۰۱۶–۲۰۱۷ | استقلال    | ۴      |
| ۲۰۱۷–۲۰۱۸ | استقلال    | ۱۳     |
| ۲۰۱۸–۲۰۱۹ | استقلال    | ۵      |
| ۲۰۱۹–۲۰۲۰ | استقلال    | ۵      |
| ۲۰۲۰–۲۰۲۱ | استقلال    | ۵      |
| ۲۰۲۱–۲۰۲۲ | العربی قطر | ۰      |
| ۲۰۲۲–۲۰۲۳ | فولاد      | ۰      |
| ۲۰۲۳–۲۰۲۴ | نساجی      | ۴      |
| مجموع     | مجموع      | ۳۶     |

## عملکرد ملی

### زیر ۲۰ سال ایران
او ۱۴ بازی رسمی برای تیم ملی زیر ۲۰ سال ایران انجام داده و دو گل هم زده است.

### زیر ۲۳ سال ایران
فرشید اسماعیلی ۸ بازی برای تیم ملی فوتبال زیر ۲۳ سال انجام داده است.

### تیم ملی بزرگسالان
او در سال ۱۳۹۶ توسط کارلوس کی روش به اردوی تیم ملی دعوت شد همچنین او بار دیگری در سال ۱۳۹۷ به اردوی تیم ملی دعوت شد.

## افتخارات

### استقلال
- لیگ برتر
  - نائب قهرمان(۲): ۲۰۱۶–۲۰۱۷/۲۰۱۹–۲۰۲۰
- جام حذفی فوتبال ایران
  - قهرمان(۱): ۹۷–۱۳۹۶

### العربی
- جام حذفی قطر
  - قهرمان(۱): ۲۰۲۱–۲۰۲۲

### فردی
- بهترین پاسور لیگ قهرمانان آسیا ۲۰۱۸[۸]
- تیم منتخب سال لیگ قهرمانان آسیا ۲۰۱۸
- بهترین هافبک نفوذی سال ۱۳۹۵ لیگ برتر فوتبال ایران در نوروز فوتبالی
- بهترین هافبک چپ سال ۱۳۹۷ لیگ برتر ایران در نوروز فوتبالی[۹]